# Introducing, Selma Blair
Introducing, Selma Blair es una película documental estadounidense de 2021, dirigida por Rachel Fleit. Sigue a Selma Blair, adaptándose a nuevas formas de vida después de revelar su diagnóstico de esclerosis múltiple.
La película tuvo su estreno mundial en South by Southwest el 16 de marzo de 2021, donde ganó el Premio Especial del Jurado a la Intimidad Excepcional en la Narración en la Competencia de Largometraje Documental. Está programado para tener un estreno limitado el 15 de octubre de 2021, antes de la transmisión en Discovery+ el 21 de octubre de 2021.

## Sinopsis
Selma Blair se adapta a nuevas formas de vida después de revelar su diagnóstico de esclerosis múltiple.

## Lanzamiento
La película tuvo su estreno mundial en South by Southwest el 16 de marzo de 2021. Antes, Discovery+ adquirió los derechos de distribución de la película. Está programado para ser tener un estreno limitado el 15 de octubre de 2021, antes de la transmisión digital en Discovery+ el 21 de octubre de 2021.

## Recepción
La película recibió críticas positivas de la crítica. Actualmente tiene una calificación de aprobación del 100% en Rotten Tomatoes, según 22 revisiones.
 